# De Havilland Engine Company
La de Havilland Engine Company era un'azienda britannica specializzata in produzione di motori aeronautici, sussidiaria della de Havilland Aircraft Company, fondata nel 1928 e produttrice del primo motore della famiglia Gipsy, il de Havilland Gipsy.
Negli anni quaranta l'azienda mise in produzione uno dei primi motori turbogetto mai realizzati, il de Havilland Goblin, che equipaggiò in serie il caccia De Havilland DH.100 Vampire.
Il successivo turbogetto Ghost venne adottato nei primi modelli dell'aereo di linea de Havilland DH.106 Comet e del caccia de Havilland DH.112 Venom.
Successivamente venne realizzato il turboalbero de Havilland Gnome sviluppato dallo statunitense General Electric T58, ultimo motore prodotto con il marchio dall'azienda a causa del suo assorbimento nel 1961 da parte della Bristol Siddeley. Tuttavia lo Gnome continuò ad essere prodotto sia con marchio Bristol Siddeley che, a causa di una successiva acquisizione da parte della Rolls-Royce Limited, con il marchio Rolls-Royce.

## Motori Prodotti
a pistoni
- de Havilland Gipsy I
- de Havilland Gipsy II
- de Havilland Gipsy III
- de Havilland Gipsy IV
- de Havilland Gipsy Major
- de Havilland Gipsy Minor
- de Havilland Gipsy Six
- De Havilland Gipsy Twelve

turbogetto
- de Havilland Goblin
- de Havilland Ghost
- de Havilland Gyron
- de Havilland Gyron Junior

turboalbero
- de Havilland "G"
- de Havilland Gnome

motore a razzo
- de Havilland Sprite
- de Havilland Super Sprite
- de Havilland Spectre